# Alpe di Fanes
L'Alpe di Fanes (Munt de Fanes in ladino, Fanes Alm in tedesco), è un alpeggio situato in Italia, in Alto Adige, all'interno del territorio del comune di Marebbe.

## Geografia

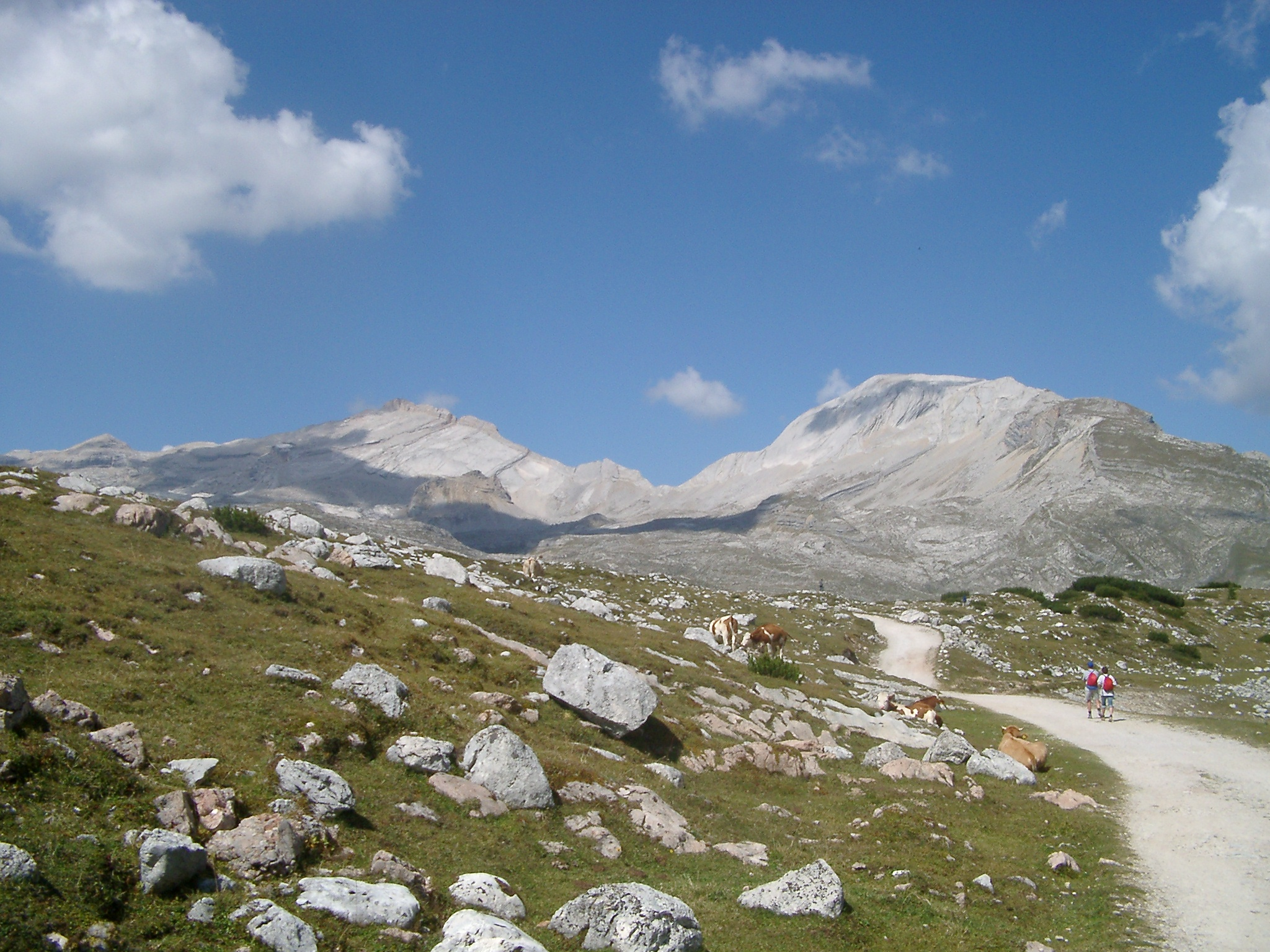
Vista sul Sasso di Santa Croce dal passo di Limo.

Si divide in due alpeggi chiamati Alpe di Fanes Grande e Alpe di Fanes Piccolo (lad. Gran Fanes e Pic' Fanes, l'aggettivo è attribuito a "Fanes" e non ad "alpe", quindi va reso al genere maschile). A dividere i due alpeggi è il passo di Limo.

### Alpe di Fanes Grande

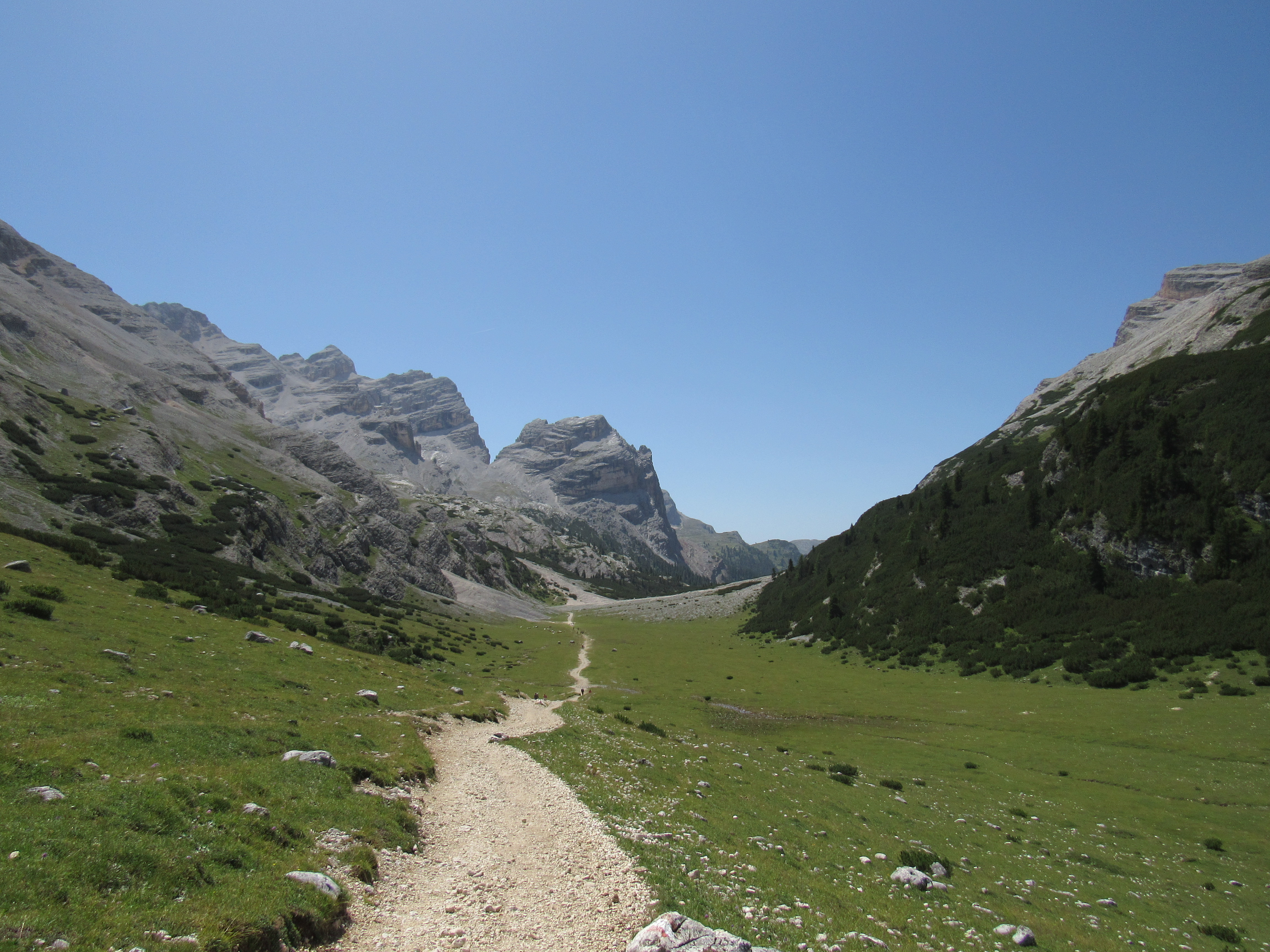
Le Gran Plan che forma parte delľalpe di Fanes Grande. Sullo sfondo il gruppo di Fanis con il monte Ciaval.

È situata a oriente del passo di Limo e ha una quota altimetrica compresa tra i 2069 m s.l.m. (Col de Locia) e i 2157 m s.l.m. (Ju dl'Ega). Si presenta in realtà più che come un altipiano, come una valle particolarmente ampia e pianeggiante. Dal Ju dl'Ega (passo dell'Acqua) partono infatti due vallate che corrono in direzione opposta. A nord parte la Val de Fanes con l'omonimo rio. Questa valle subisce una brusca virata verso est e una repentina perdita di quota che rappresenta il limite settentrionale dell'Alpe di Fanes Grande poco a nord del rifugio "Gran Fanes". Tale valle prosegue il suo percorso verso la valle del Boite e la conca ampezzana. A sud del Ju dl'Ega, solcato dal rio Sarè si stende invece  la valle chiamata in ladino Le Gran Plan (il grande piano). L'andamento pianeggiante e senza dislivelli si interrompe al Col de Locia, con un salto altimetrico che segna il limite dell'alpe e il confine col comune di Badia. Queste due valli in asse tra loro, visto l'esiguo dislivello rappresentato dal ju dl'Ega, che le separa solo geograficamente, mentre visivamente non rappresenta una soluzione di continuità, formano assieme l'alpe di Fanes Grande. Partendo da sud (Col de Locia) verso nord, l'alpe è chiusa sul suo lato occidentale dalla catena formata dalle cime Conturines (3067 m) e La Varella (3056 m) che si allunga fino al passo di Limo, mentre a est vi sono il Monte Cavallo (2914 m) (da non confondere con l'omonimo e vicino Monte Cavallo in Badia che fa parte del Sasso della Croce), il monte Casale (2898 m) e la Furćia Rossa (2796 m) dove si può imboccare il "sentiero della Pace". A chiudere l'alpeggio a nord è il Col Bechei (2796 m).

### Alpe di Fanes Piccolo

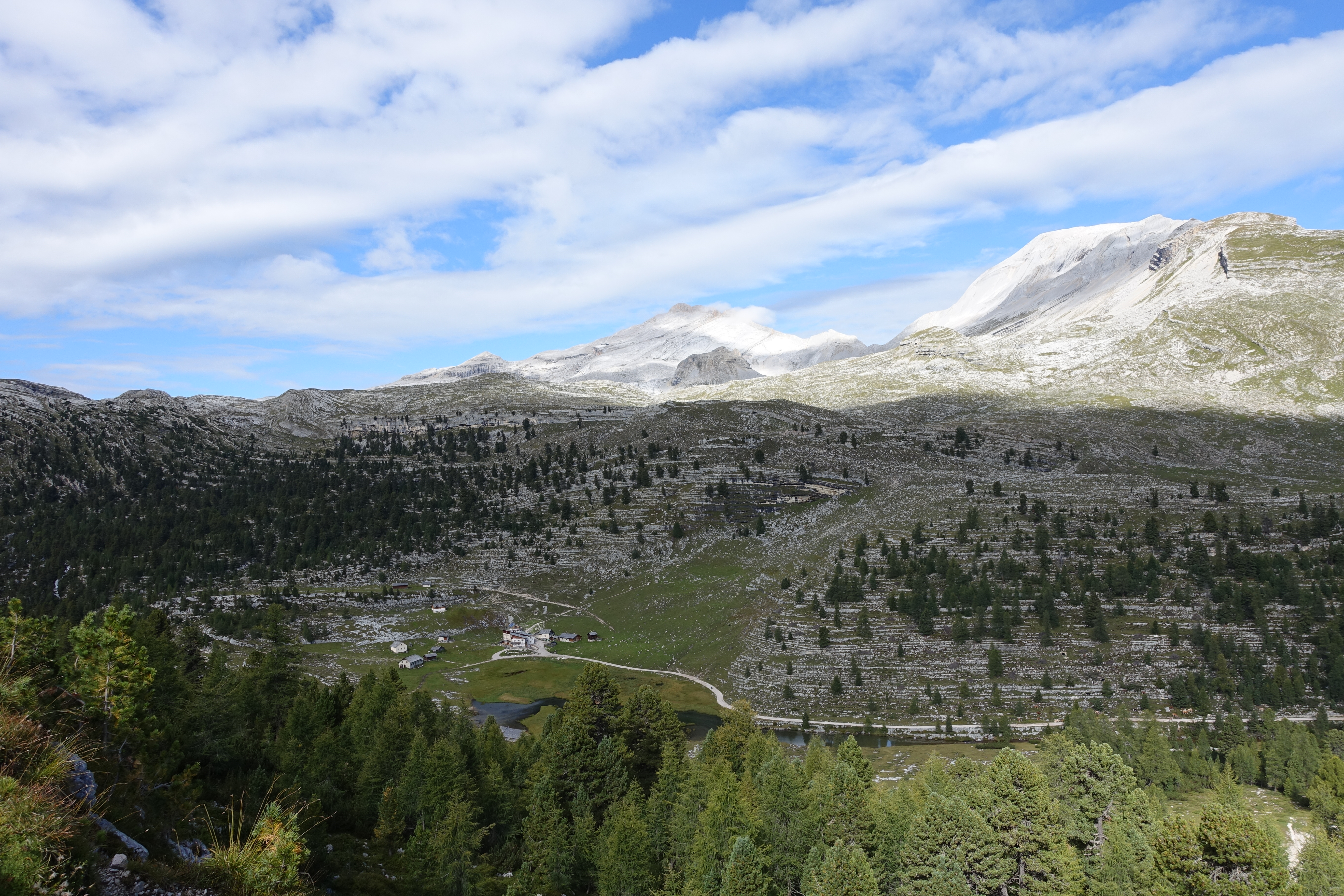
L'alpe di Fanes Piccolo con il "Parlamento delle Marmotte" in primo piano. Sullo sfondo la Cima Dieci.

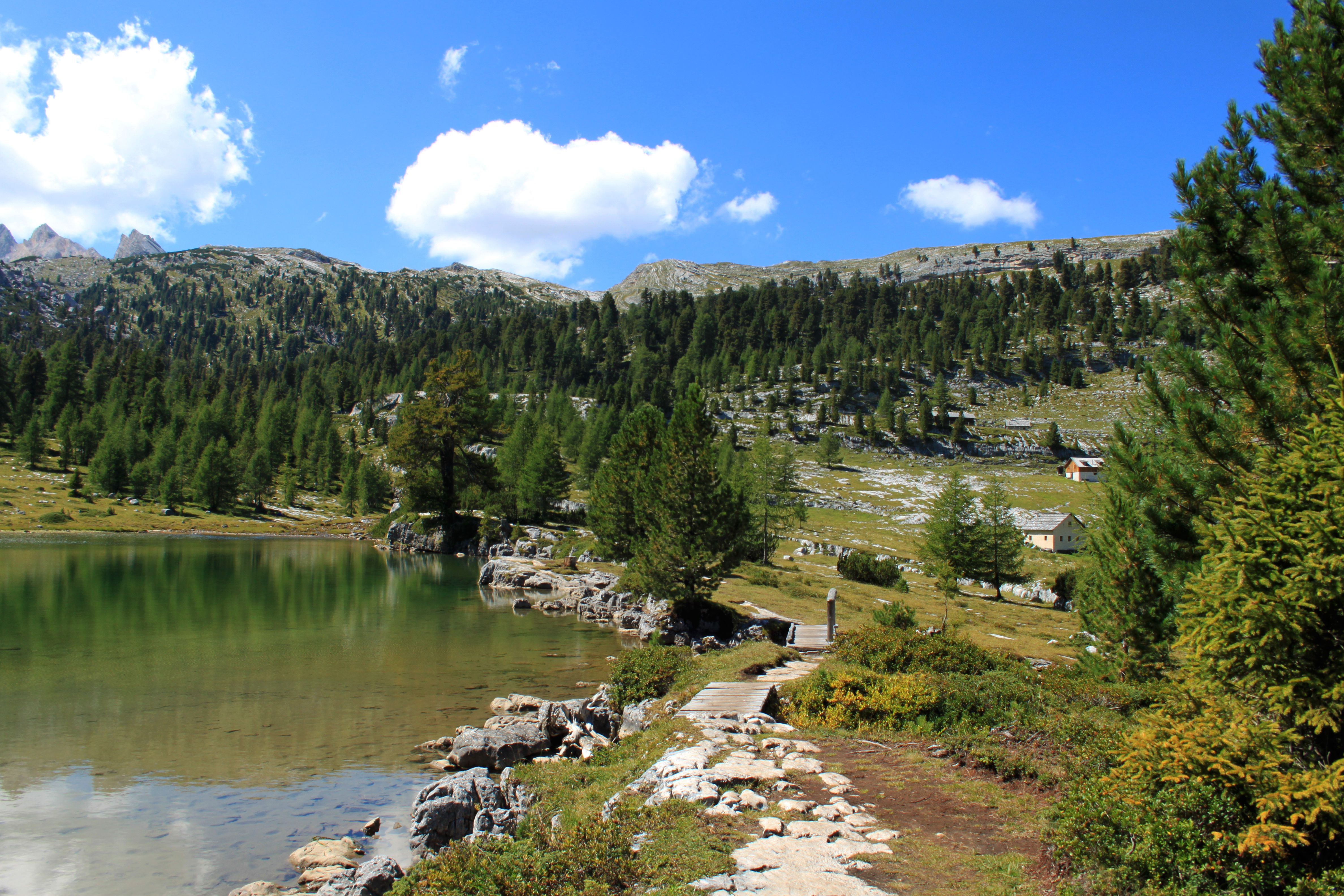
L'alpe di Fanes Piccolo nei pressi del Lago Vërt.

È situata a ovest del passo di Limo e ha una quota altimetrica compresa tra i 2020 m s.l.m. (Ciamparoragn) e i 2413 m s.l.m. (Le Sëch). L'alpe di Fanes Piccolo è racchiusa nell'anfiteatro naturale formato dal Sasso di Santa Croce con le cime Dieci (3026 m), Nove (2971 m) e Cavallo (2907 m), cima di Sant'Antonio (2656 m) e Furcia dai Fers. Questo alpeggio è solcato dal Rio di San Vigilio e costellato da numerosi laghi. Presso il rifugio Fanes (2062 m) termina l'area pianeggiante e con essa l'alpeggio. Il rio prosegue verso nord a solcare la val di Marebbe terminando poi nel rio Gadera.

### Idrologia

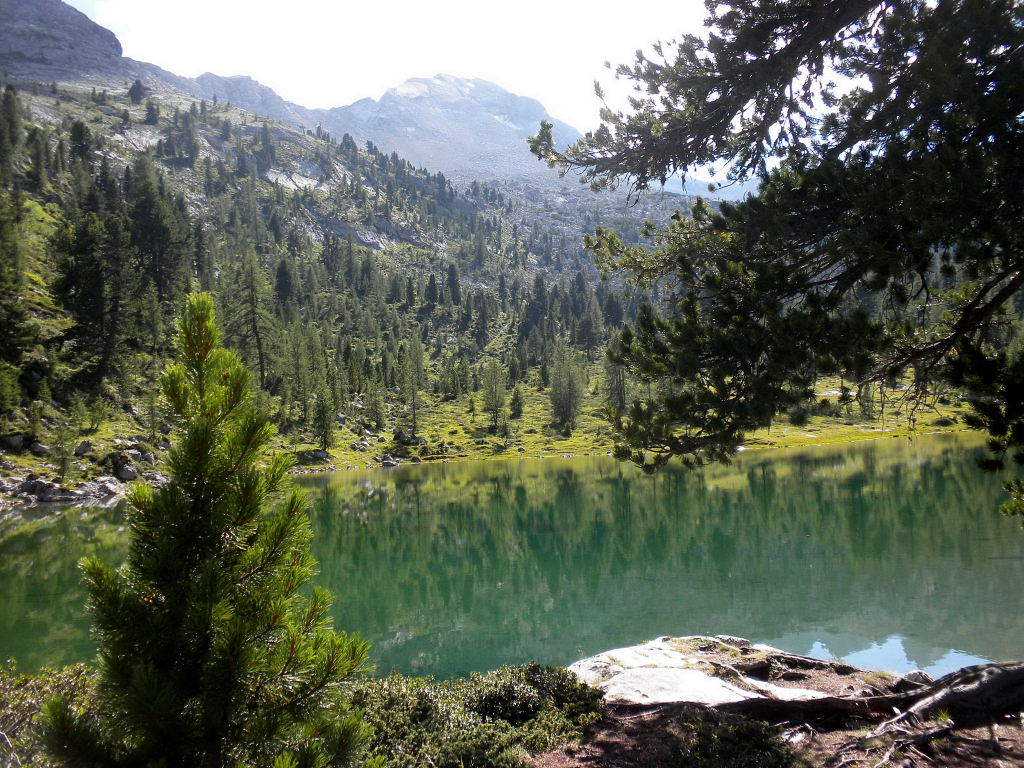
Il Lè Vërt (lago verde).

L'altopiano di Fanes è caratterizzato da fenomeni di carsismo, con campi carreggiati, fenditure e pozzi. Numerosi laghi, anche senza immissari si trovano su tutta l'alpe: il lago di Limo e i laghi Sëch, Vërt, Paröm e Conturines.

## Classificazione e suddivisione
Secondo la SOIUSA l'alpe di Fanes ricade nella seguente classificazione:
- Grande parte = Alpi Orientali
- Grande settore = Alpi Sud-orientali
- Sezione = Dolomiti
- Sottosezione = Dolomiti di Sesto, di Braies e d'Ampezzo
- Supergruppo = Dolomiti Orientali di Badia
- Codice = II/C-31.I-C

## Escursionismo
Sull'alpe vi sono tre rifugi alpini:
- rifugio Lavarella
- rifugio Fanes
- rifugio Fanes Grande

Entrambe le porzioni dell'Alpe di Fanes sono attraversate dall'Alta via n. 1 e sono ricche di percorsi escursionistici.
L'alpe di Fanes è facilmente accessibile per mezzo del sentiero 7 dal Rifugio Pederü (San Vigilio di Marebbe), tramite il sentiero 10 dal parcheggio di Sant'Uberto (Cortina d'Ampezzo) e dal sentiero 11 dal parcheggio e rifugio Capanna Alpina (San Cassiano). Altri accessi sono più impervi: il passo di Sant'Antonio 2466 m s.l.m. dalla Val di Spessa (La Valle); la forcella di Medesc 2533 m s.l.m. da San Cassiano; la forcella di Santa Croce 2612 m s.l.m. raggiungibile dopo aver percorso la via ferrata che parte dal Santuario di Santa Croce sopra San Leonardo in Badia.

## Cultura

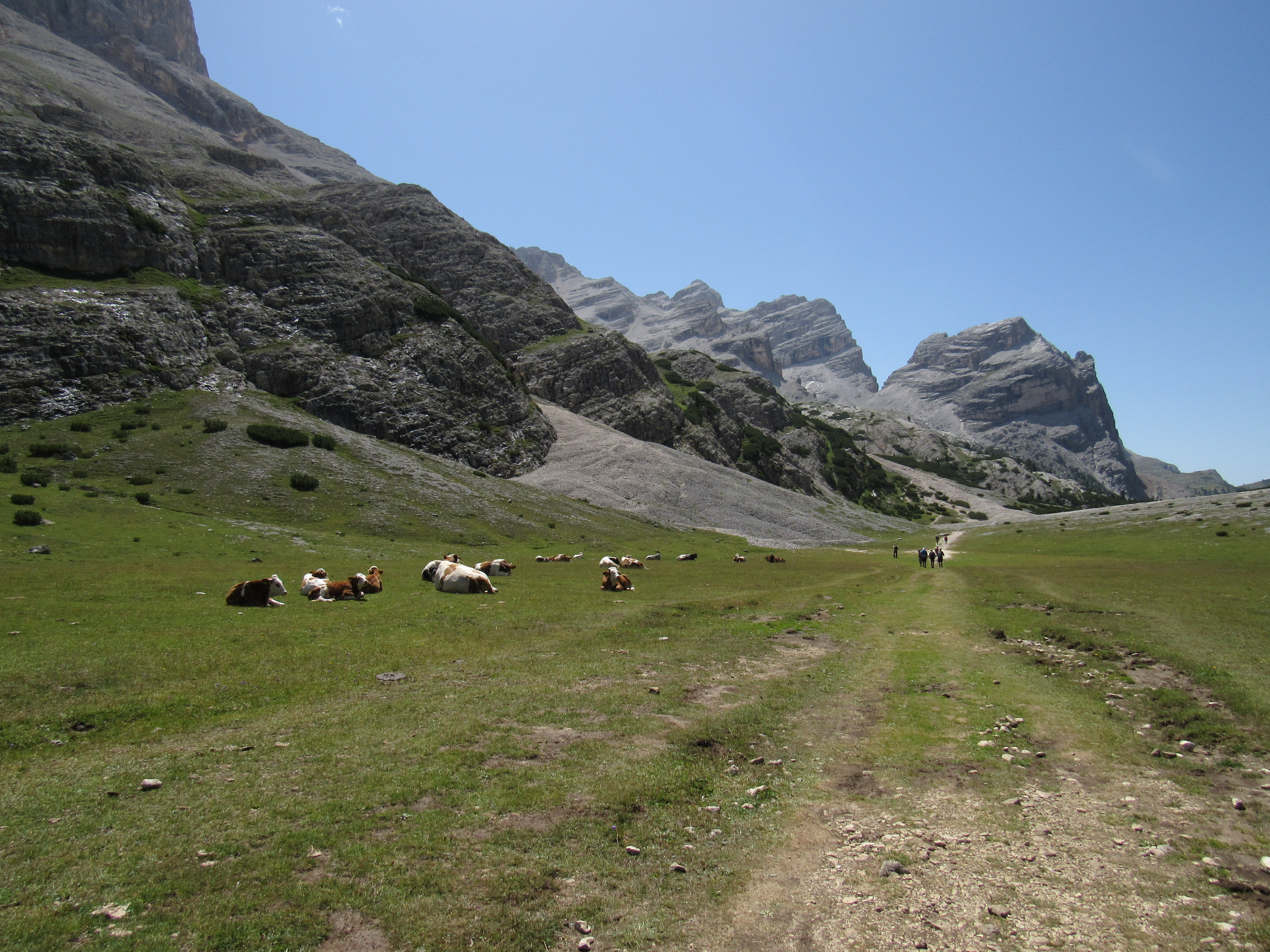
Mucche al pascolo sull'alpe di Fanes Grande.

L'intera area fu inclusa nel 1980 nel Parco naturale Fanes - Sennes - Braies. A San Vigilio di Marebbe è presente il centro visite del parco naturale, che raccoglie informazioni e curiosità sul parco e sull'alpe di Fanes. Qui i visitatori possono ricevere informazioni sulla geologia, la paleontologia e le attività umane. Fra queste ultime, è ancora vivo e praticato il pascolo stagionale, soprattutto di capi bovini, provenienti dai masi della Val Badia, durante il periodo estivo.
Profondo è il rapporto di quest'area naturale con le leggende ladine, in particolare quelle relative all'omonimo popolo leggendario dei Fanes, che qui risiedevano. Alcuni luoghi sono legati a episodi precisi del racconto come il "Parlamento delle Marmotte" e il Ciastel de Fanes (Castello di Fanes). Il primo luogo è un ampio anfiteatro naturale ove le stratificazioni geologiche, ben visibili, richiamano l'aspetto di una gradinata. Il secondo è una formazione rocciosa che s'innalza isolata dal suolo circostante, ricordando le fattezze di una rocca. Secondo l'archeologo Georg Innerebner, presso il Ciastel de Fanes vi sarebbe stato un sito stagionale protostorico.